# Tadarida lysá
Tadarida lysá (Cheiromeles torquatus) je druh netopýra z čeledi tadaridovití (Molossidae).

## Pojmenování
Tadaridu lysou prvně popsal Thomas Horsfield roku 1824. Rodové jméno Cheiromeles poukazuje na  neobvyklou stavbu zadní končetiny, která připomíná ruku s protistojným palcem; druhové jméno torquatus naopak poukazuje na límec dlouhých jemných štětin na krku. Rod Cheiromeles vyjma tadaridy lysé zahrnuje i tadaridu Cheiromeles parvidens.

## Výskyt a chování
Tadarida lysá je zvířetem orientální oblasti, areál výskytu zahrnuje pevninskou část Malajsie, jižní Thajsko, Singapur a západní část Malajského souostroví, včetně Sumatry, Bornea a Jávy, zasahuje i na filipínský ostrov Palawan.
Na Borneu tadaridy hřadují ve velkých jeskyních a dutých stromech, v noci se vydávají lovit hmyz nad vodní toky, mýtiny či stromový baldachýn. Jde o vysoce společenský druh, kdy jeden úkryt může pojmout až tisícovku jedinců. Samice rodí dvakrát ročně dvě mláďata.

## Popis
Tadarida lysá dosahuje velikosti 132 až 145 mm, délky ocasu 56–71 mm a tělesné hmotnosti 167–196 g. Tlama je velká a široká, klínovitého tvaru, čenich výrazně přesahuje dolní čelist. Chybí nosní lístek. Po stranách těla se objevují vaky tvořené kožním záhybem, do nichž si mohou tito netopýři napěchovat létací blány, a tak volněji lézt po čtyřech. Jako mylná se ukázala být premisa, že tyto vaky slouží k přenášení mláďat. Zbarvení je tmavě šedé, prakticky na celém těle však schází osrstění. Chloupky či štětiny se objevují na hlavě, krku, uropatagiální membráně, hrdelních váčcích (produkujících silně páchnoucí sekrety) a také na prvním prstu zadní končetiny, jenž je navíc opatřen nehtovitou strukturou a zřejmě slouží k péči o zevnějšek.

## Ohrožení
Mezinárodní svaz ochrany přírody (IUCN) pokládá tadaridu lysou za málo dotčený druh, především na základě rozsáhlého areálu výskytu. Navzdory tomu jde však spíše o vzácné zvíře, vystavené navíc některým ohrožujícím faktorům. Nejvážnější hrozbu představuje ztráta jeskynních hřadovišť, ať už v důsledku těžebních činností, anebo záměrně, protože v některých regionech je tento netopýr mylně pokládán za škůdce na rýžových polích. Na Borneu může populace netopýrů ohrožovat i vyrušování ze strany sběračů hnízd místních rorýsovitých ptáků, která v asijské kuchyni platí za pochoutku. V krasu Niah v Sarawaku v důsledku této činnosti poklesla populace tadarid z přibližně 30 000 na 1 000 kusů během 42 let. V neposlední řadě mohou některé místní komunity lovit pro maso samotné tadaridy, pronásledované z tohoto důvodu například na Malajském poloostrově.